# Mayrornis
Mayrornis és un gènere d'ocells de la família dels monàrquids (Monarchidae). Es troba a les Illes Salomó i Fiji.

## Taxonomia
Aquest gènere va ser descrit per primera vegada per l'ornitòleg nord-americà Frank Alexander Wetmore el 1932.[3]
El nom Mayrornis és una paraula composta. La primera part, Mayr, commemora Ernst Walter Mayr, un ornitòleg i sistemàtic alemany. La segona part, «ornis», és la paraula grega que significa “ocell”.
Segons la Classificació del Congrés Ornitològic Internacional (versió 15.1, 2025) aquest gènere està format per tres espècies:
- Mayrornis schistaceus - monarca pissarrós.
- Mayrornis versicolor - monarca versicolor.
- Mayrornis lessoni - monarca de Lesson.